# Нидерландско-шведские отношения
Нидерландско-шведские отношения — двусторонние дипломатические отношения между Нидерландами и Швецией. Обе страны являются полноправными членами Совета Европы, НАТО и Европейского союза. 18 мая 2022 года Нидерланды объявили, что приветствуют заявки Финляндии и Швеции на вступление в НАТО. Нидерланды полностью поддержали заявку Швеции на вступление в НАТО, в результате чего 7 марта 2024 года она стала членом альянса.

## История
Голландская Республика и Королевство Швеция были как союзниками, так и противниками на войне. Например, голландцы сражались против Швеции во время Северной войны с 1655 по 1660 год, а позже в Голландской войне и Сконской войне. Позже Нидерланды вступили в союз со Швецией в Северной войне 1700 года, предоставив 13 линейных кораблей шведской армии численностью 76 000 человек. В июле 2022 года Нидерланды полностью ратифицировали заявку Швеции на вступление в НАТО.

## Европейский союз и НАТО
Нидерланды были одним из основателей Европейского союза, а Швеция присоединилась к Европейскому союзу 1 января 1995 года. Нидерланды были одним из основателей НАТО, а Швеция присоединилась к НАТО 7 марта 2024 года.

## Дипломатические представительства
- Нидерланды имеют посольство в Стокгольме[7][8].
- Швеция имеет посольство в Гааге[9][9].